# لفت 4 ديد 2
 لفت 4 ديد 2 (بالإنجليزية: Left 4 Dead 2)‏ هي لعبة من نوع تصويب منظور الشخص الأول، رعب البقاء. صدرت في عام 2010 وهي متوفرة على ويندوز، إكس بوكس 360 ، ماك أو إس عشرة. اللعبة من تطوير فالف ونشر شركة فالف.

## القصة
مثل سابقتها، تقع أحداث «لفت 4 ديد 2» بعد وقت قصير من وباء عالمي من الأمراض المعدية التي تحول البشر إلى مخلوقات تشبه الأموات الأحياء (زومبي) وهيئات متحولة التي تسبب العدوان الشديد نحو الأشخاص غير المصابين (مثل الكثير من المصابين في فيلم بعد 28 يوما). عدد قليل من البشر لديهم مناعة من هذا المرض، لكن لا يزالون يحملون العدوى دون أن تظهر عليهم الأعراض. وكالة الطوارئ والدفاع المدني (CEDA) والجيش الأمريكي قاموا بإنشاء مناطق آمنة في محاولة لإجلاء أكبر عدد ممكن من الناجين الأمريكيين.

«لفت 4 ديد 2» تتمحور حول أربعة أشخاص من الناجين، نك، إليس، كوتش وروشيل، الذين هم في مأمن من المرض وتتحدث عن القصص الخلفية الفردية التي يتم ذكرها من خلال الحوار بين الشخصيات. تقع الأحداث في جنوب الولايات المتحدة، حيث تبدأ في سافانا بولاية جورجيا، وينتهي في نيو أورلينز بولاية لويزيانا. يتوجب على الناجين الأربعة شق طريقهم من خلال جحافل من المصابين، وذلك باستخدام البيوت الآمنة على طول الطريق للراحة والتعافي من أجل الوصول إلى نقاط الاستخراج.

## روابط خارجية
- لفت 4 ديد 2 على موقع IMDb (الإنجليزية)